# Kingdom Holding Company
Kingdom Holding Company, arabiska: شركة المملكة القابضة, är ett saudiskt multinationellt holdingbolag som investerar och äger företag i branscherna för detaljhandel, fastigheter, finans, flygbolag, hotell, informationsteknik (IT), petrokemi, riskkapital, sjukvård, underhållning och utbildning.
Holdingbolaget grundades 1980 som Kingdom Establishment for Commerce and Trade av prins al-Walid bin Talal. År 1996 beslutade man att byta namn på företaget till det nuvarande.

## Investeringar
Listan består av ett urval av holdingbolagets investeringar.
| Nuvarande - Citigroup Inc. (1991) - Euro Disney S.C.A. (1994) - Flynas (2007) - Four Seasons Hotels Limited (1994) - FRHI Hotels & Resorts (2006) - Mövenpick Hotels & Resorts AG (1998) - The Plaza Hotel (1995) - The Savoy Hotel (2005) - Twitter Inc (2011) | Före detta - Amazon.com, Inc. - AOL Inc. - Apple Inc. - The Coca-Cola Company - Compaq Computer Corporation - Ebay Inc. - Ford Motor Company - The Hewlett-Packard Company - Marvel Worldwide Inc. - McDonald's Corporation - Motorola Mobility - News Corporation - Pepsico, Inc. - The Procter & Gamble Company - Time Warner, Inc. - The Walt Disney Company |